# Léon Bourjade
Jean-Pierre Léon Bourjade (25. května 1889, Montauban – 22. října 1924, Papua Nová Guinea) byl sedmým nejúspěšnějším francouzským stíhacím pilotem první světové války s celkem 28 uznanými sestřely.
Byl druhým nejúspěšnějším specialistou na sestřelování balónů ze všech letců první světové války – z jeho 28 sestřelů bylo 27 balónů.
Během války získal mimo jiné tato vyznamenání: Légion d'honneur a Croix de Guerre.
Léon Bourjade zemřel v roce 1924 na Britské Nové Guineji, kde sloužil jako misionář.